# بازگشت پسر مسرف

بازگشت پسر مسرف، ۲۶۲*۲۰۵ سانتیمتر. موزه ارمیتاژ، سن پترزبورگ

بازگشت پسر مُسرف یک نقاشی رنگ روغن اثر رامبرانت، نقاش هلندی است. این اثر که در سال ۱۶۶۹ میلادی خلق گردید، جزو مجموعه آثار اصلی اوست که در دو سال آخر زندگی‌اش کشیده‌است. تابلو لحظه بازگشت پسر مسرف (ولخرجی) را به نزد پدر خود نشان می‌دهد.